# Исаев, Борис Васильевич
Борис Васильевич Исаев (10 июня 1932, Петропавловск, Казахская ССР, СССР — 15 октября 2018, Павлодар, Казахстан) — советский хозяйственный, государственный и партийный деятель.

## Биография
Родился 10 июня 1932 года в Петропавловске. Член КПСС.
С 1955 года — на хозяйственной, общественной и политической работе. В 1955—1991 гг. — начальник цеха судоремонтного завода, начальник, главный инженер механических мастерских морского рыболовства «Главприморрыбпром», старший инженер, главный механик, секретарь парткома Карагандинского совнархоза, главный инженер на Карагандинском машиностроительном заводе, директор Карагандинского завода отопительного оборудования, первый секретарь Карагандинского горкома партии, первый секретарь Павлодарского обкома партии, председатель Комитета народного контроля КазССР, 1-й секретарь Павлодарского обкома КПСС.
Избирался депутатом Верховного Совета СССР 10-го созыва, Казахской ССР 9-го, 10-го и 11-го созывов.
Умер 15 октября 2018 года в Павлодаре.